# Кучук-Алија
Кучук-Алија Ђеврлић („Кучук” од турске речи Küçük − у преводу „Мали”) је био један од вођа османлијских јањичарских јединица у Смедеревском санџаку (познатом и као Београдски пашалук). Заједно са осталим дахијама организовао је Сечу кнезова почетком 1804. године. Мустафа-паша је убијен од његове руке. Брат му је био Сали-ага, познат под надимком Руднички бик.
Кучук Алија секао је кнезове у Поморављу од којих је био најпознатији Петар из Гложана. Сеча је трајала између 4. и 10. фебруара. Кучук Алија се марта месеца пробио из Београда на југ да би унајмио Арнауте. Његов одред од 600 јањичара разбио је Карађорђа и Јанка Катића подно планине Букуље. Даље се кретао према Тополи и Крагујевцу. Пробио се 4. априла до Јагодине. После другог напада на Јагодину, Кучук Алија бежи из Јагодине ка Београду.
Ту су пружали отпор устаницима, али после издаје вође крџалија Алије Гушанца морали су да побегну Дунавом (29. јула). Вожд Карађорђе је тражио од Бећир аге да му се дахије препусте како би их убио, иначе од мира ништа. Бећир ага је то допустио. Миленко Стојковић је у ноћи између 5. и 6. августа напао кућу дахија на Ада Калеу. Међу дахијама је највећи отпор пружио Кучук Алија. Миленко Стојковић је извршио свој задатак. Главе су им одсечене, одране и испране да би се понеле у Београд, као доказ да дахије више нису живе.